# Гомати (река)
Гомати или Гомти (на английски: Gomati, Gomti; на хинди: गोमती) е река в Северна Индия, щата Утар Прадеш, ляв приток на Ганг. Дължината ѝ е 805 km. Река Гомати води началото си от най-северните, високи райони на Индо-Гангската равнина на 179 m н.в., в южните квартали на град Пуранпур. По цялото си протежение тече в югоизточна посока през Индо-Гангската равнина. Има ясно изразено лятно пълноводие (от юни до септември), а през останалото време е маловодна. Много често през лятото причинява големи наводнения по долината си. Средният годишен отток на реката е 234 m³/s. Водите ѝ се използват за напояване. Долината ѝ е гъсто населена, като най-голямото селище по течението ѝ е град Лакнау.